# IC 4406
IC 4406 (Туманность «Сетчатка») — планетарная туманность в созвездии Волк, которая находится на расстоянии около 5218,5 световых лет от Земли. Это хорошо изученная биполярная туманность южного неба. Она достаточно крупная (100′′×30′') и удобна для изучения. IC 4406 фотографировалась большим количеством телескопов разной длиной волны, в том числе с помощью системы адаптивной оптики AOF (The Adaptive Optics Facility) на Очень Большом Телескопе. Снимки в ближнем инфракрасном диапазоне показали две доли молекулярного водорода, которые ортогональны главной оси туманности и расположены на расстоянии около 25′′ друг от друга. Они приблизительно совпадают с двумя шарообразными структурами, что указывает на возможное присутствие плотного тора, состоящего из пыли.

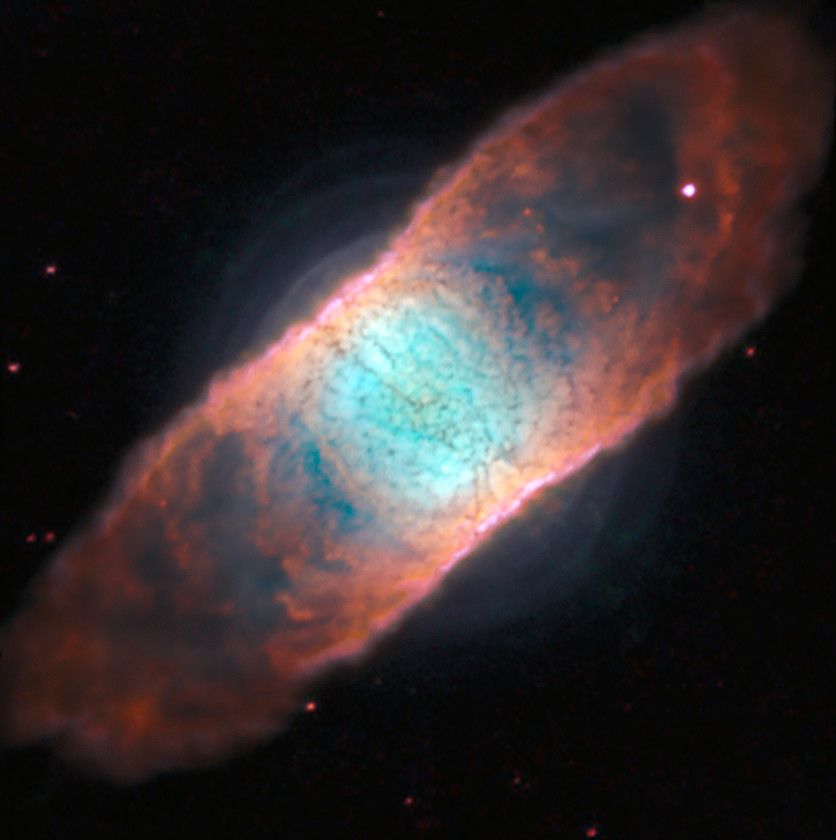
Изображение IC 4406, полученное телескопом VLT.

На снимках в видимом диапазоне виден центральный ионизированный регион диаметром приблизительно в 32''. CO-карты показывают присутствие высокоскоростного коллимированного истечения в полярном направлении. Общая масса молекулярного газа в туманности оценивается в 0,16—3,2 массы Солнца. Снимки космического телескопа «Хаббл» показали любопытную структуру из тёмных линий, что дало повод появлению собственного имени туманности — «Сетчатка» (лат. Retina).
Что касается химического состава туманности, то он достаточно однороден. IC 4406 имеет относительно низкую плотность электронов. Центральная звезда туманности имеет чрезвычайно высокую температуру поверхности — около 96800 кельвинов (для сравнения: эффективная температура поверхности Солнца составляет 5778 кельвинов). Светимость звезды оценивается приблизительно в 400 светимостей Солнца.